# Hard, Austria
Hard este un comună (târg) în districtul Bregenz, Vorarlberg, Austria. El este amplasat la altitudinea de 	399 m deasupra n.m. pe malul lacului Bodensee, la gura de vărsare a Rinului în lac. Localitatea se întinde pe o suprafață de 17,46 km² și avea în anul 2010, 12.558 loc.

## Localități vecine
- Bregenz
- Lauterach
- Fußach

## Date demografice
Evoluția pe ani a numărului locuitorilor comunei: